# Eizōken ni wa Te o Dasu na!
Eizōken ni wa Te o Dasu na! (jap. 映像研には手を出すな！) ist eine Mangaserie von Sumito Ōwara, die seit 2016 in Japan erscheint. Sie wurde 2020 als Anime-Fernsehserie umgesetzt, die international als Keep Your Hands Off Eizouken! veröffentlicht wurde. Die Geschichte erzählt von drei Mädchen, die einen Anime-Schulklub gründen und selbst Filme produzieren. Sie ist in die Genres Drama und Comedy einzuordnen.

## Handlung
Die Oberschülerin Midori Asakusa (浅草みどり) ist seit ihrer Kindheit von Animes begeistert, will gern selbst an welchen arbeiten und entwirft seit Jahren Skizzen und Szenarien für Filme. Doch ist sie eine Einzelgängerin, Kontakte zu ihren Mitschülern in ihrer Oberschule in der Kleinstadt Shibahama fallen ihr schwer. Nur Sayaka Kanamori (金森さやか) weiß von ihrem heimlichen Hobby. Sie verbringen oft ihre Zeit miteinander, doch Kanamori hat eher ein pragmatisches Verhältnis zu anderen Menschen und sieht Asakusa nicht als Freundin. Doch eines Tages laufen sie Tsubame Mizusaki (水崎ツバメ) über den Weg, die ebenfalls auf die Schule geht, bereits ein bekanntes Model ist und heimlich Anime-begeistert wie Asakusa. Die beiden beschließen, gemeinsam ihren Traum in einem Schulklub umzusetzen und Kanamori will ihnen dabei unter die Arme greifen. Schnell finden sich ihre Rollen: Asakusa als Autorin, Regie und Zeichnerin der Hintergründe, Mizusaki als Charakterdesignerin und Animatorin und die umtriebige und bisweilen handfeste Kanamori fungiert als Produzentin. Dabei räumt Kanamori ihren Mitschülern immer wieder Hindernisse aus dem Weg, die ihnen der Schulrat, die Schulleitung oder andere Klubs in den Weg legen. So müssen Räume und ein Betreuungslehrer organisiert werden, Material gefunden und die Produktion finanziert. Und der Klub muss seine Existenz erst rechtfertigen, schließlich gibt es schon einen Filmklub. Durch einen Kurzfilm, der in der Schule vorgeführt wird, können die drei den anderen Schülern die Ernsthaftigkeit ihrer Bemühungen beweisen.
Der Klub, der sich nun Eizōken nennt, bekommt daraufhin den Auftrag einen kurzen Film für den Roboterklub zu produzieren. Der soll beim Schulfest gezeigt werden und Kanamori rechnet sich auch aus, dass der Eizōken damit auch Einnahmen erhalten kann, um zukünftige Projekte zu finanzieren. Doch die Zusammenarbeit mit dem Auftraggeber gestaltet sich zunächst komplizierter als gedacht – der Roboterklub weiß oft selbst nicht, was er genau will, und Asakusa muss dennoch ein Szenario und Drehbuch daraus machen. Aber erstmals bekommen sie auch von anderen Klubs Unterstützung, mit Computertechnik und Unterstützung beim Zeichnen, und finden durch Zufall den von Auflösung bedrohten Ton-Klub. Dessen einziges Mitglied ist Dōmeki Parker, die mit ihrem großen Tonarchiv für den Eizōken eingespannt wird. Damit kann sie ihre Klubaktivitäten und das Archiv retten und Eizōken erhält ein neues Mitglied für den Ton. Der Film wird schließlich zur Zufriedenheit des Roboterklubs fertig und auf dem Schulfest ein voller Erfolg. Dazu beigetragen hat auch Kanamoris intensive Werbung, für das sie auch Mizusakis Prominenz als Model ausnutzte. Auch Mizusakis Eltern sahen den Film und akzeptieren den Weg, den ihre Tochter gewählt hat – waren sie bis dahin noch überzeugt, Mizusaki müsse wie sie Schauspielerin werden.
Um auf den Erfolg beim Schulfest aufzubauen, schlägt Kanamori vor mit einem Film an der Convention Comet-A teilzunehmen und dort DVDs zu verkaufen. Die Produktion soll von den Händlern in einer lokalen Ladenstraße finanziert werden und dafür die Stadt und die Straße im Film vorkommen. Die Händler wollen den Eizōken zwar gern unterstützen, doch die Schule lehnt jede Aktivität ab, bei der der Klub außerhalb der Schule Geld verdient. Nur mit viel öffentlichem Druck der Händler, der Stadt und der Werbung bei Social Media durch den Klub lässt sich die Schule überzeugen, das Vorhaben zu unterstützen. Auch wenn die Produktion gut voran geht, wird Asakusa mit der Fertigstellung des Drehbuchs nicht fertig. Erst gemeinsame Ausflüge des Klubs und einige Probleme in der Produktion geben ihr die Anstöße, die sie für die Fertigstellung gebraucht hat. Schließlich wird der Verkauf bei der Comet-A ein großer Erfolg, der Klub ist mit seinem neuesten Film zufrieden und will noch viele weitere Projekte in Angriff nehmen.

## Veröffentlichung
Der Manga erscheint seit Juli 2016 im Magazin Gekkan! Spirits bei Shogakukan. Der Verlag brachte die Kapitel auch gesammelt in bisher fünf Bänden heraus. Nach Start der Animeserie 2020 stiegen die Verkaufszahlen der Bände stark an, sodass die Gesamtauflage Ende Januar 2020 500.000 Exemplare erreichte. Dark Horse Comics erwarb die Lizenz für eine Veröffentlichung in den USA.

## Animeserie
Beim Studio Science Saru entstand unter der Regie von Masaaki Yuasa eine 12-teilige Adaption des Mangas als Anime. Yuasa war auch Hauptautor, während die Drehbücher der Episoden von Yuichiro Kido geschrieben wurden. Das Charakterdesign entwarf Naoyuki Asano und die künstlerische Leitung lag bei Masanobu Nomura. Das Mechadesign stammt von Ken Tsubuki, Kenji Maeba, Kenji Terao und Yuuki Igarashi. Die verantwortlichen Produzenten waren Eunyoung Choi, Jun Sakata, Junya Okamoto und Shinya Tsuruoka.
Die Serie wurde vom 5. Januar bis 22. März 2020 von NHK in Japan ausgestrahlt. Parallel fand bei Crunchyroll die internationale Veröffentlichung per Streaming statt, unter anderem mit deutschen und englischen Untertiteln.

### Synchronisation
| Rolle                     | japanischer Sprecher (Seiyū) |
| ------------------------- | ---------------------------- |
| Tsubame Mizusaki          | Misato Matsuoka              |
| Sayaka Kanamori           | Mutsumi Tamura               |
| Midori Asakusa            | Sairi Itō                    |
| Dōmeki Parker             | Yumiri Hanamori              |
| Mr. Fujimoto              | Kazuhiko Inoue               |
| Sowande Sakaki            | Mikako Komatsu               |
| Tsubames Mutter           | Noriko Hidaka                |
| Tsubames Vater            | Satoshi Mikami               |
| Gotō vom Roboterklub      | Ryūnosuke Watanuki           |
| Seki vom Roboterklub      | Shiori Izawa                 |
| Kobayashi vom Roboterklub | Yūsuke Kobayashi             |
| Ono vom Roboterklub       | Yuuki Ono                    |

### Musik
Die Musik der Serie wurde komponiert von Oorutaichi. Das Vorspannlied ist Easy Breezy von Chelmico und für den Abspann verwendete man das Lied Namae no Nai Ao von Kami-sama, Boku wa Kizuite Shimatta.